# Pont transbordeur Nicolás Avellaneda

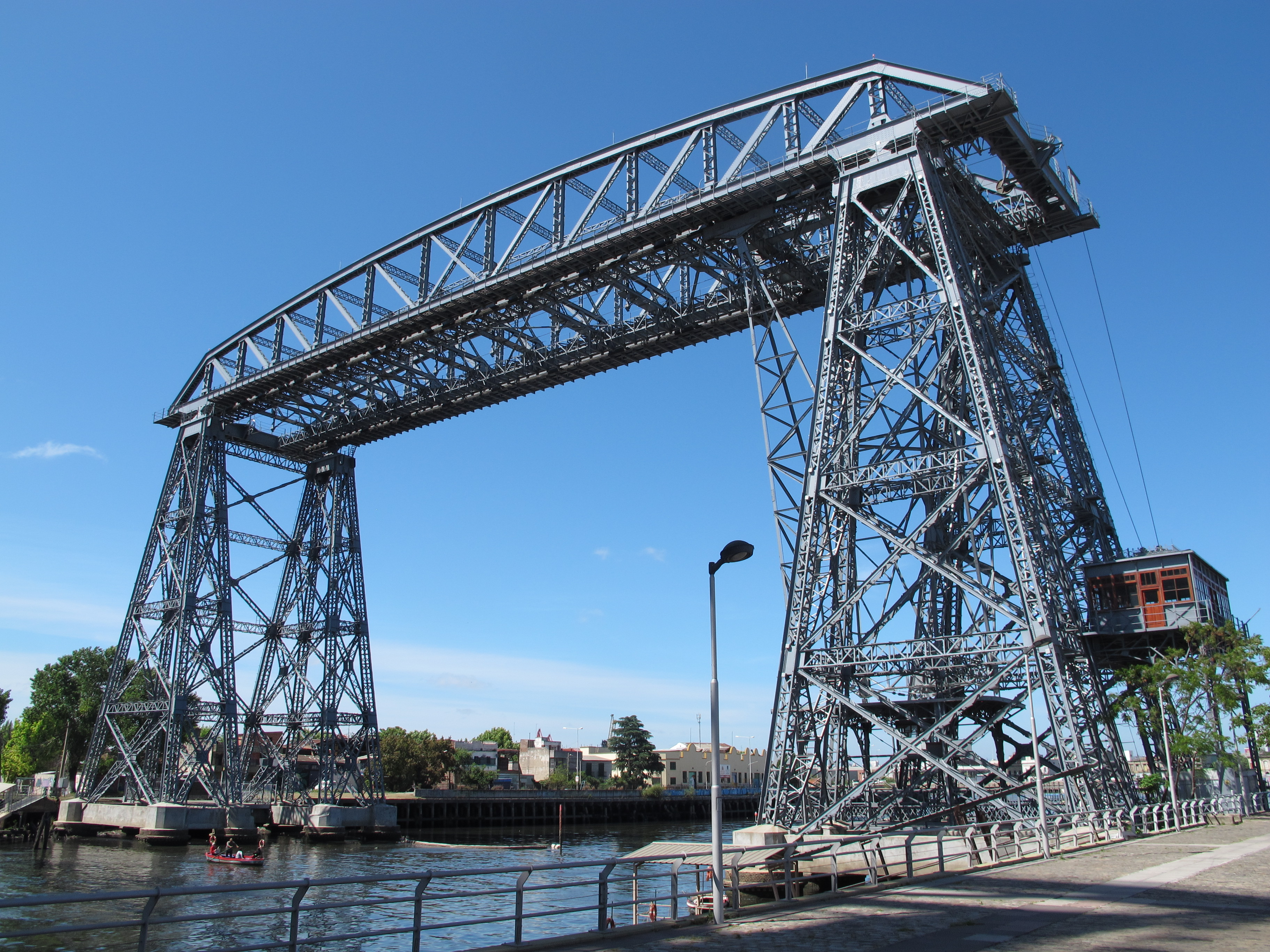
Le pont après sa restauration, en 2017.

Le pont transbordeur Nicolás Avellaneda (localement, de façon courante : puente transbordador de La Boca ou transbordador del Riachuelo) est un pont transbordeur, sur le río Matanza-Riachuelo (es), à Buenos Aires, en Argentine. 

## Situation
Le pont transbordeur a été le premier premier ouvrage pour relier Buenos Aires à ses quartiers périphériques, établis sur la rive sud du fleuve Riachuelo. Il relie l'Avenida La Plata, dans le quartier d’Avellaneda, et l'Avenida Almirante Brown, dans le quartier de La Boca.

## Description

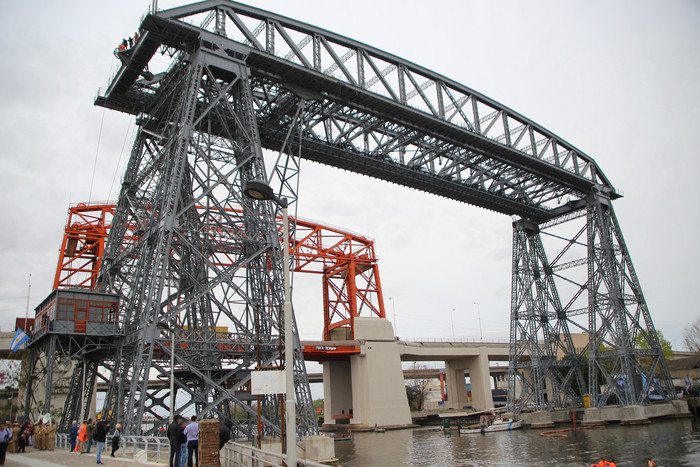
Le pont transbordeur, devant le pont routier, après leur restauration.

L’ouvrage en acier, long de 103 m, est constitué de quatre piles en treillis, supportant un tablier lui-même à poutre en treillis, dont la partie supérieure est en arc. La nacelle comprend une plate-forme de 8 × 12 m et une suspension rigide fixée à un chariot roulant sous le tablier, tiré par des câbles reliés à un treuil électrique.
Dès l’origine, le transbordeur a été conçu pour traverser 30 piétons, 4 voitures à chevaux ou véhicules automobiles, et même des tramways.

## Histoire
Le pont transbordeur, inauguré le 31 mai 1914, a fonctionné jusqu'en 1960. Il est doublé par le pont routier Puente Nicolás Avellaneda, situé 100 mètres en aval, construit en 1940, qui a fini par le remplacer totalement en 1960.
Le nom de Nicolás Avellaneda, donné à la fois au pont transbordeur et à son remplaçant, fait référence à un ancien président de l'Argentine, qui a également donné le nom à l'Avellaneda Partido, quartier de Buenos Aires situé sur la rive droite du fleuve.
Le pont a été utilisé depuis son achèvement en 1914 jusqu'en 1960, date à laquelle son exploitation a cessé. 
La restauration du pont a été proposée en 1997. Depuis 1999, le pont est classé en tant que Monument historique national.
Les travaux ont été entrepris et le pont a été finalement rouvert au public le 28 septembre 2017, pour la première fois depuis 57 ans. La réouverture officielle a eu lieu en septembre 2020.

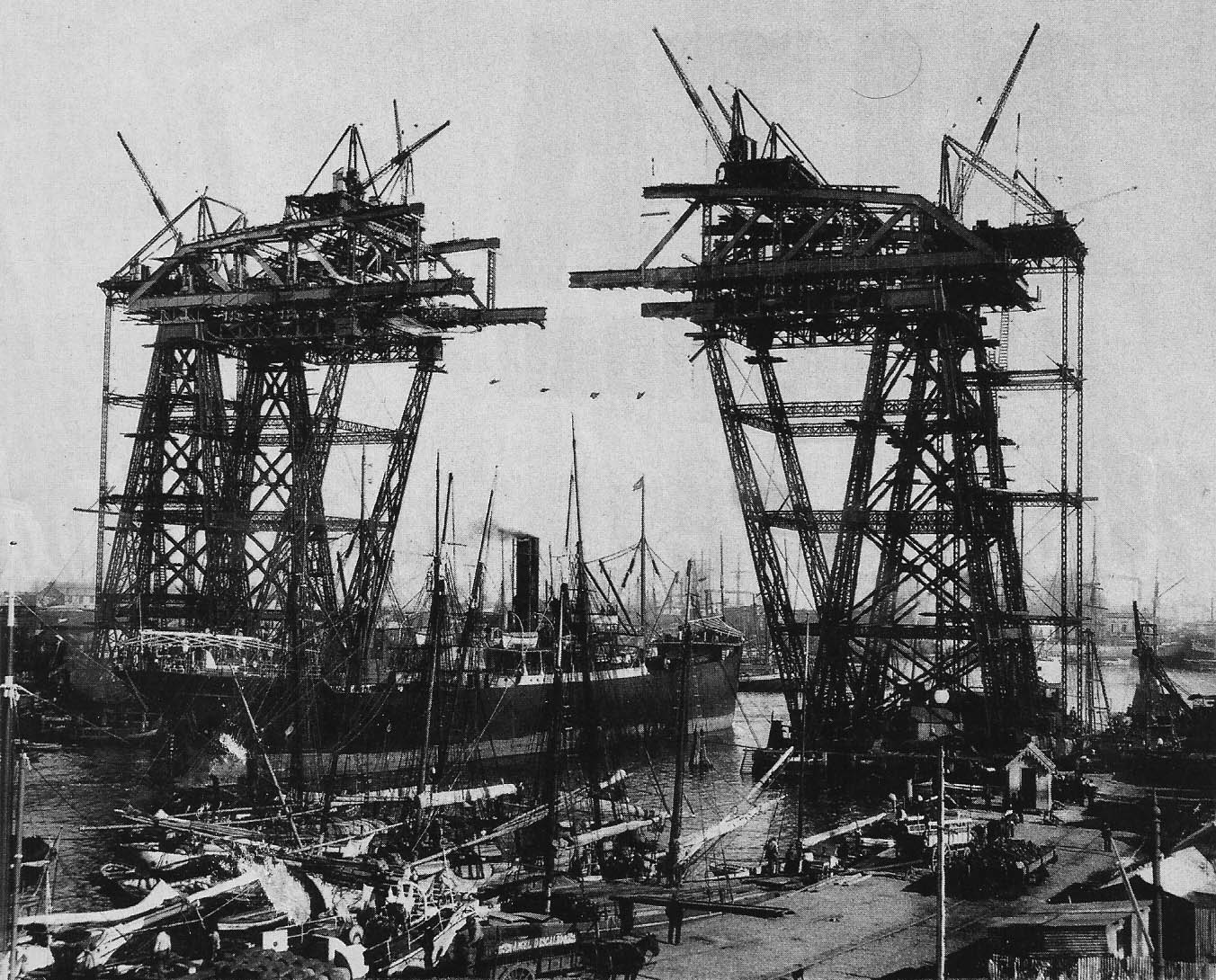
Le pont en construction, 1913.
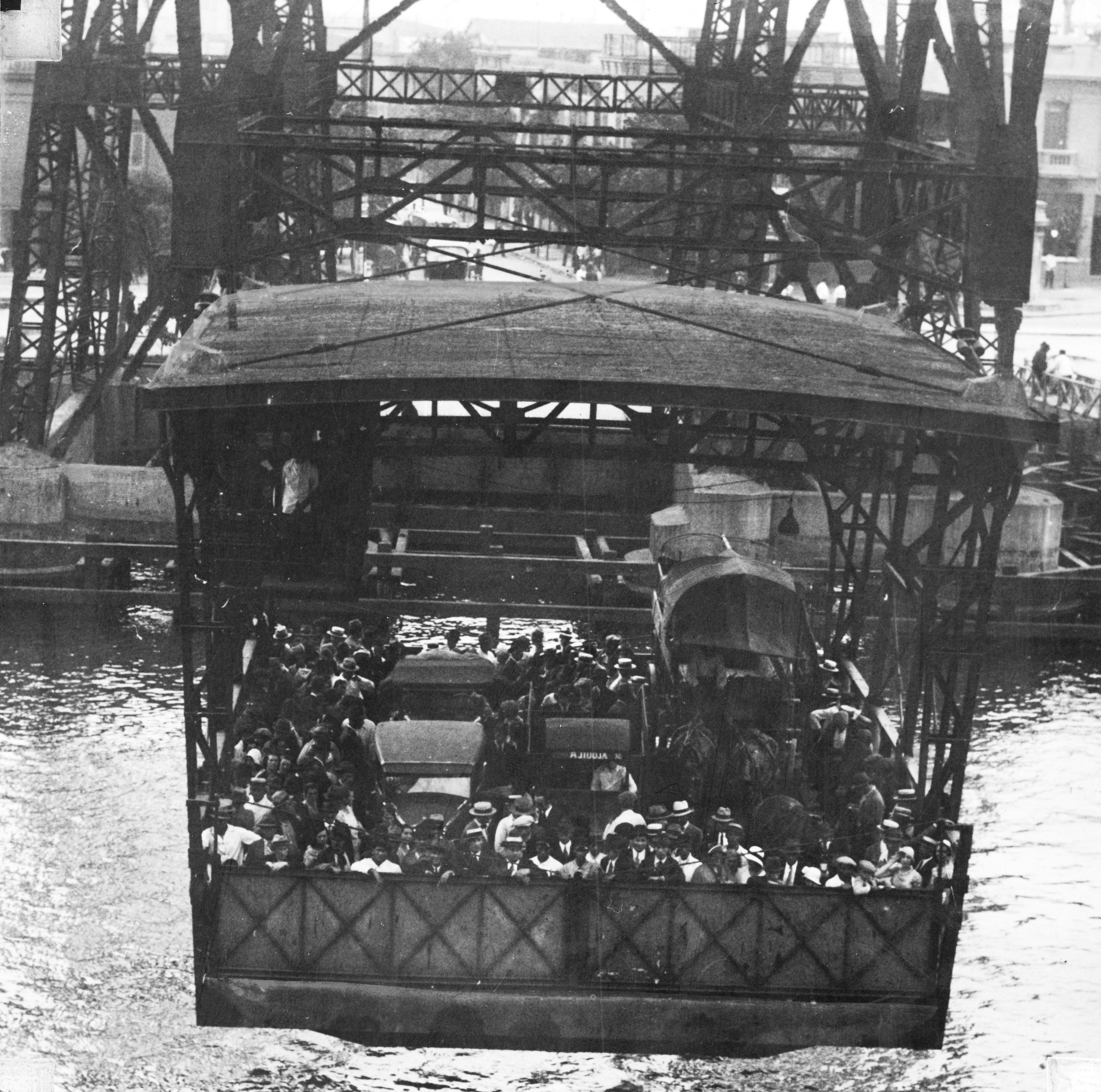
La nacelle transportant passagers et voitures, 1932.
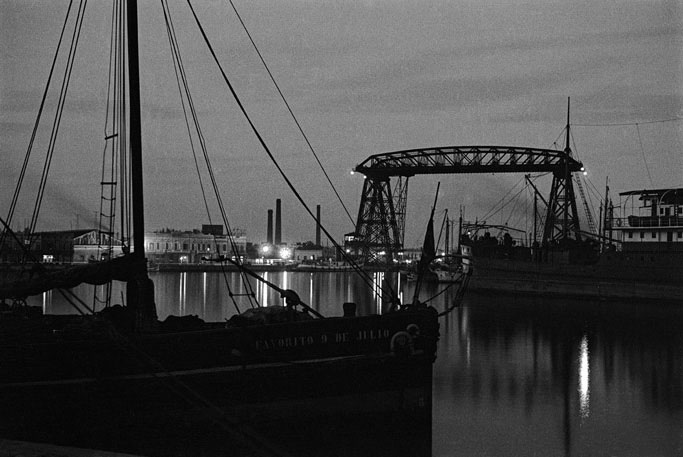
Vue depuis la Vuelta de Rocha, 1936.
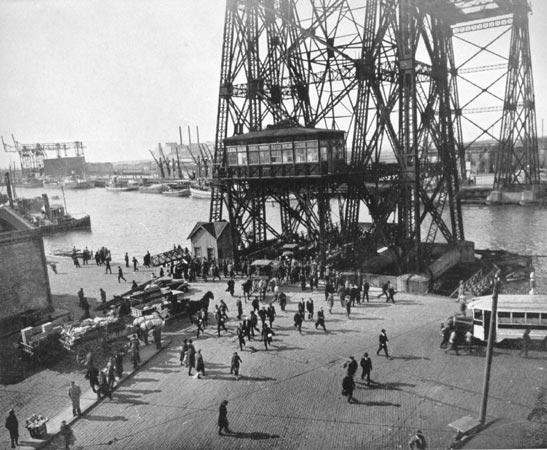
Passagers à l’embarquement, 1936.
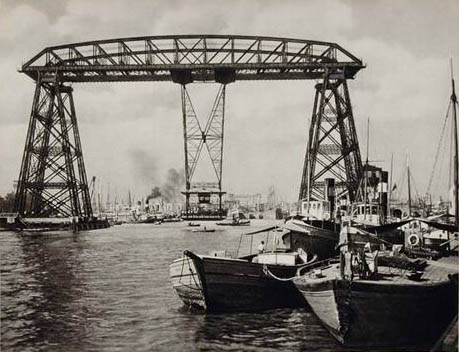
Manœuvre de la nacelle, 1951.

## Sources
1. ↑  Buenos Aires, Gobierno de la Ciudad: Transbordador del Riachuelo, visited 2009-06-14
2. ↑  José Negri, El Riachuelo, sus puentes y las obras de cruce a encarar en el próximo quinquenio|La Plata, Facultad de Ciencias, 1947, p. 21
3. ↑  Puente transbordador de La Boca, telam.